# Alexandru Ghika
Pentru alte persoane omonime vedeți Alexandru Ghica.
Alexandru Ghika (n. 22 iunie 1902, București – d. 11 aprilie 1964, București) a fost un matematician și profesor universitar român, fondatorul școlii românești de analiză funcțională.
A făcut parte din școala matematică inițiată de către Gheorghe Țițeica, Dimitrie Pompeiu și Traian Lalescu.

## Biografie
Provine dintr-o veche familie aristocrată cunoscută în istoria României, familia Ghica. Era fiul lui Ioan Ghika (1873–1949) și al Elenei Metaxa (1870–1951).
Primele clase le-a început la București, apoi își continuă studiile la Paris (din 1917).
În 1922 își ia licența în matematici la Sorbona, iar în 1929 obține doctoratul, conducător de doctorat fiind Paul Montel.
În 1932 intră ca asistent la Facultatea de Științe din București, apoi conferențiar în 1935, ca în 1945 să preia postul de profesor de analiză funcțională.
În 1961 devine șef de Catedră la Teoria Funcțiilor.
A fost membru corespondent al Academiei Române din 1948 și membru titular din 1963.
A fost membru corespondent al Academiei de Științe din România începând cu 21 decembrie 1935 și membru titular începând cu 28 mai 1938.
În 1959 a fost decorat cu „Ordinul 23 August”, iar în 1962 cu Ordinul Muncii.
A murit ca urmare a unei boli canceroase.

## Activitate științifică
Activitatea sa științifică este bogată, împletită permanent cu o activitate didactică de înaltă calitate.
Contribuțiile sale se referă la analiza funcțională, unde a introdus noțiunile de funcție cvasianalitică generală, paranormă, poliedroid convex, modul unitar topologic, precum și operațiile topologice de limită proiectivă, limită inductivă, reuniune și intersecție topologică de spații local convexe.
A introdus în învățământul românesc studiul analizei funcționale - disciplină până atunci nouă pe plan mondial. A introdus, în această specialitate, o serie de noțiuni noi, cum ar fi puncte periferice și puncte interstițiale, preluate apoi în tratate din întreaga lume.
A efectuat cercetări în teoria funcțiilor generalizate (teoria distribuțiilor).
A dezvoltat în serie funcțiile ortogonale de-a lungul frontierei rectificabile a domeniului de olomorfie.
A avut o contribuție de seamă în domeniul ecuațiilor diferențiale.
A creat o școală românească de analiză funcțională.
A fost influențat de lucrările lui: David Hilbert, Stefan Banach, grupul Nicolas Bourbaki, Émile Borel, Henri Lebesgue și alții.

## Distincții
- Ordinul „23 August” clasa a V-a (12 august 1959) „pentru activitate rodnică în dezvoltarea științei și culturii din Republica Populară Romînă”[4]

## Scrieri
- 1934: Introducere în teoria funcțiilor armonice;
- 1936: Ecuații integrale și aplicațiile lor la funcțiile armonice
- 1939: Teoria mulțimilor, numere transfinite și integrala lui Lebesgue;
- 1949: Curs de teoria funcțiilor reale;
- 1950: Curs de calcul funcțional și variațional;
- 1959: Teoria funcțiilor generalizate;
- 1967: Analiză funcțională.

Lucrarea Opera matematică a lui Alexandru Ghika, apărută în 1968 la Editura Academiei Române constituie un bun îndrumător de analiză funcțională.